# La Minita
La Minita – jednostka osadnicza w Stanach Zjednoczonych, w stanie Teksas, w hrabstwie Starr.